# Adrian Trinks
Adrian „Fata“ Trinks (* 1993) ist ein deutscher E-Sportler, der in der Disziplin Dota 2 u. a. für Cloud 9 und Team Liquid antrat.
Trinks galt für sieben Jahre als einer der besten Spieler in seinem Segment und führte 2019 auch das europäische E-Sport-Team Alliance als Kapitän an. Mit unterschiedlichen Teams spielte er mehrfach bei The International Aufgrund seiner erspielten Siegprämien von etwas als 1,4 Mio. US-Dollar zählt Trinks (mit Stand 12/2023) zu den drei finanziell erfolgreichsten E-Sportlern Deutschlands nach Preisgeld.
Die Liste seiner ehemaligen Teams umfasst Cloud 9, Team Liquid und Alliance zudem Fnatic, Sigma, Mouz, Team NP, Team Secret, Ninjas in Pyjamas, mudgolems, Tundra Esports, Nigma Galaxy, Quincy Crew und Soniqs.

## Erfolge (Auswahl)
| Jahr | Platz  | Turnier                                 | Team              | Disziplin |
| ---- | ------ | --------------------------------------- | ----------------- | --------- |
| 2012 | 1.     | WCG Samsung Euro Encounter 2012         | Fnatic            | Dota 2    |
| 2013 | 1.     | joinDOTA Bigpoint Battle #10            | Sigma             | Dota 2    |
| 2013 | 1.     | EMS One Summer Cup 2013 #2 und #3       | Mouz              | Dota 2    |
| 2014 | 1.     | American Dota League Season 2           | Mouz              | Dota 2    |
| 2014 | 2.     | World Cyber Arena 2014 (Dota 2)         | Cloud 9           | Dota 2    |
| 2015 | 3.     | World Cyber Arena 2015                  | Team Liquid       | Dota 2    |
| 2015 | 9.–12. | The International 2015                  | Cloud 9           | Dota 2    |
| 2016 | 2.     | The Shanghai Major 2016                 | Team Liquid       | Dota 2    |
| 2016 | 2.     | The Manila Major 2016                   | Team Liquid       | Dota 2    |
| 2016 | 7.–8.  | The International 2016                  | Mouz              | Dota 2    |
| 2017 | 3.     | The Manila Masters                      | Team NP           | Dota 2    |
| 2017 | 1.     | DreamLeague Season 8                    | Team Secret       | Dota 2    |
| 2018 | 5.–6.  | The International 2018                  | Team Secret       | Dota 2    |
| 2019 | 1.     | OGA Dota PIT Minor 2019                 | Ninjas in Pyjamas | Dota 2    |
| 2020 | 2.     | StarLadder ImbaTV Dota 2 Minor Season 3 | Alliance          | Dota 2    |